# Prosopis

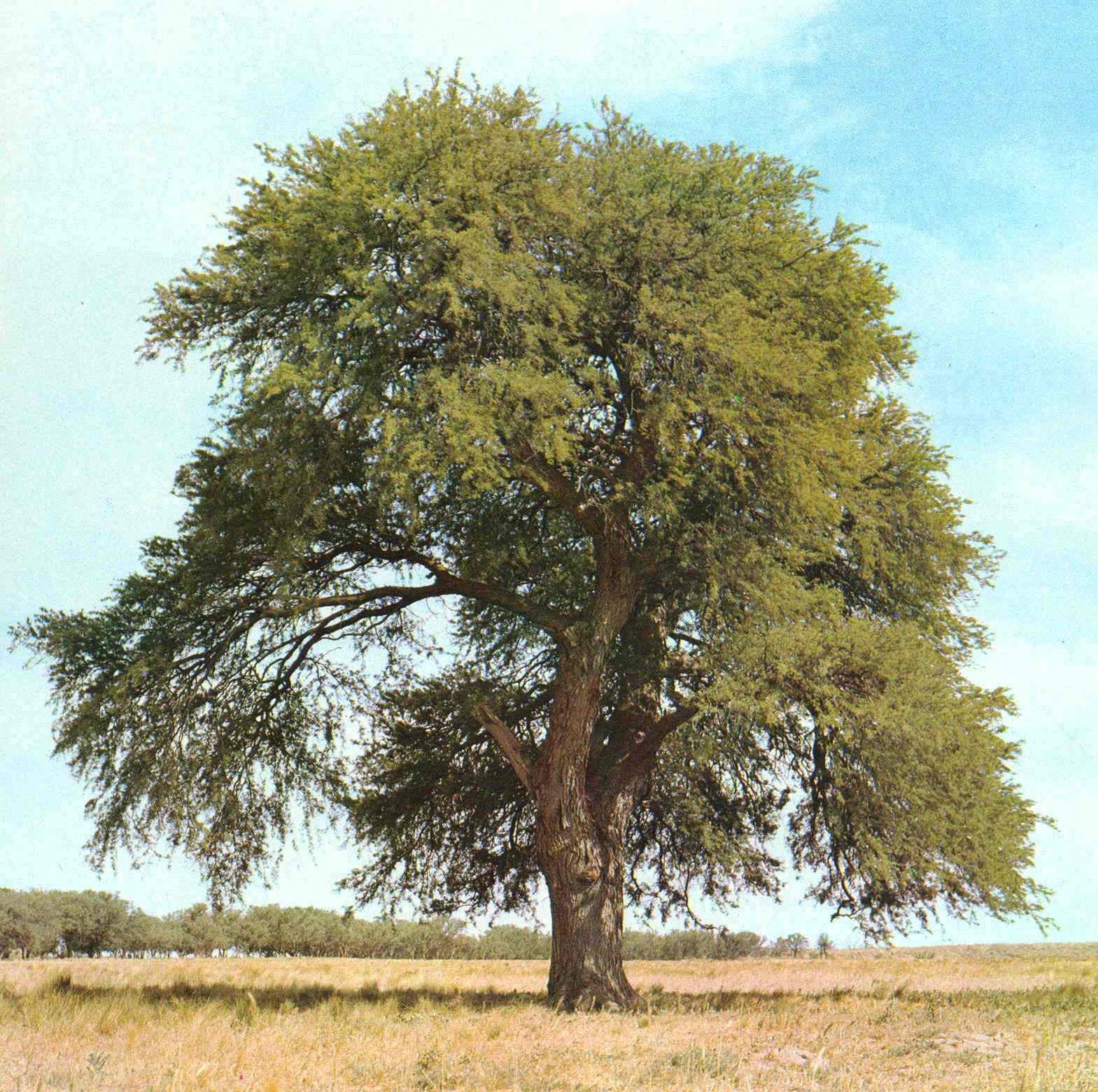
Espécime de Prosopis caldenia (Argentina central).

Prosopis L. é um género botânico pertencente à família Fabaceae, que  agrupa cerca de 45 espécies de árvores e arbustos espinhosos com distribuição natural pelas regiões subtropicais e tropicais da América, África e sudoeste da Ásia. Prosperam em solos pobres de regiões de clima árido. Muito resistentes às secas, desenvolvem sistemas radiculares extremamente profundos. A sua madeira é dura, densa e durável. Os frutos são vagens alongadas e carnudas, as quais podem ter alta concentração de açúcares.

## Taxonomia
O género  foi descrito por Carlos Linneo e publicado em Systema Naturae, ed. 12 2: 282, 293. 1767. A etimologia do nome genérico foi derivada da designação grega para a bardana, desconhecendo-se a razão de aplicação a esta planta.
Entres as espécies incluídas neste género contam-se:
- Espécies de África:
  - Prosopis africana (Pau-de-carvão)
  - Prosopis farcta (em perigo de extinção)
- Espécies da América do Sul (conhecidas por algarrobos):
  - Prosopis abbreviata
  - Prosopis affinis
  - Prosopis alba
    - Prosopis alba var. panta

  - Prosopis alpataco
  - Prosopis caldenia
  - Prosopis chilensis
  - Prosopis fiebrigii
  - Prosopis flexuosa
  - Prosopis hassleri
  - Prosopis kuntzei
  - Prosopis nigra
  - Prosopis pallida
  - Prosopis rojasiana
  - Prosopis ruscifolia
  - Prosopis tamarugo
- Espécies do sueste dos Estados Unidos e de México (conhecidos por mesquites):
  - Prosopis glandulosa
  - Prosopis juliflora
  - Prosopis pubescens
  - Prosopis strombulifera
  - Prosopis velutina
- Espécies da Ásia (Índia, principalmente Rajastão, Síria e Iraque):
  - Prosopis cineraria